# Канон данської культури
«Данський культурний канон» (дан. Kulturkanonen) — список з 108 творів мистецтва, які були офіційно визнані невід’ємною частиною данських культурних цінностей, що являють собою важливе значення для данської культури.
Створити «Культурний канон» запропонував данський міністр культури Бріан Міккельсен (дан. Brian Mikkelsen) восени 2004 року. Під егідою цього міністерства було створено сім виборних комісій із 35 осіб. Головою проєкту було призначено професора Йорна Лунда. У квітні 2005 року розпочалася робота над вибором найбільш важливих творів данського мистецтва. Твори обиралися в таких категоріях: архітектура, дизайн, живопис, театр, література, кіно та музика. До того ж був вироблений окремий «Культурний канон», присвячений мистецтву для дітей. Остаточний список, створений комісіями, був опублікований 24 січня 2006 року.
Процес вибору «Культурного канону» піддавався різносторонній критиці, різноманітними данськими організаціями пропонувалися альтернативні списки найважливіших творів данської культури.
Основним критерієм включення творів до списку було їхнє велике значення для данської культури. Так до канону потрапили:
- Сіднейський оперний театр, побудований в Австралії данським архітектором;
- вівтар Бордесхольм[da], створений у Данії, який нині знаходиться у місті Шлезвіг на території Німеччини;
- дракар вікінгів «Скулелев-2»[da], зроблений в Ірландії, але знайдений у данському фіорді;
- «Флора Даніка»[da] — данський, а згодом – загальноскандинавський ботанічний атлас.

## Архитектура
| Українська назва           | Оригінальна назва    | Місцезнаходження                               | Час побудови                      | Архітектор                                               | Зображення |
| -------------------------- | -------------------- | ---------------------------------------------- | --------------------------------- | -------------------------------------------------------- | ---------- |
| Церква Ховер               | Hover Kirke          | Парафія Ховер, Центральна Ютландія             | XII століття                      | невідомий                                                |            |
| Садиба Глоруп              | Glorup               | Парафія Свіннінге, Нюборг, Фюн, Південна Данія | XV століття, перебудований у 1765 | Н.-А. Жарден                                             |            |
| Квартал Фредерікстад       | Frederiksstaden      | Копенгаген                                     | 1749                              | Ніколай Ейтвед                                           |            |
| Собор Пресвятої Богородиці | Vor Frue Kirke       | Копенгаген                                     | 1811—29                           | К. Ф. Хансен                                             |            |
| Дюрехавен                  | Dyrehaven            | Клампенборг, Зеландія                          | 1846                              | Рудольф Ротхе                                            |            |
| Брумлебю                   | Brumleby             | Естербро, Копенгаген                           | 1854—56                           | М. Г. Б. Біннесбьолль і Вільгельм Кляйн                  |            |
| Кладовище Марієб'єрг       | Mariebjerg Kirkegård | Гентофте, Зеландія                             | 1925—35                           | Г. Н. Брандт                                             |            |
| Орхуський університет      | Aarhus Universitet   | Орхус                                          | 1931                              | Кай Фіскер, К. Ф. Меллер, П. К. Стегман, К. Т. Сьоренсен |            |
| Ратуша Орхуса              | Århus Rådhus         | Орхус                                          | 1937—42                           | Арне Якобсен та Ерік Меллер                              |            |
| «Фінгерплан»               | Fingerplanen         | Копенгаген                                     | 1947                              | Петер Бредсдорф                                          |            |
| Сіднейський оперний театр  | Sydney Opera House   | Сідней                                         | 1957                              | Йорн Утзон                                               |            |
| Міст Великий Бельт         | Storebæltsbroen      | Зеландія і Фюн                                 | 1991—98                           | Dissing+Weitling                                         |            |

## Образотворче мистецтво
| Українська назва                                            | Оригінальна назва                                                      | Місцезнаходження                       | Час створення     | Автор                                   | Зображення |
| ----------------------------------------------------------- | ---------------------------------------------------------------------- | -------------------------------------- | ----------------- | --------------------------------------- | ---------- |
| Сонячний візок                                              | Solvognen                                                              | Національний музей Данії               | бл. 1300 до н. е. | невідомий                               |            |
| Фреска «Воскресіння»                                        | Opstandelsen                                                           | Церква Ундльосе, Зеландія              | бл. 1440          | Невідомий майстер (Майстер із Ундльосе) |            |
| Вівтар Бордесхольм                                          | Bordesholmalteret                                                      | Кафедральний собор Шлезвіга            | 1521              | Ганс Брюггеман                          |            |
| Кінна cтатуя Фредеріка V                                    | Rytterstatuen af Frederik V                                            | Амалієнборг, Копенгаген                | 1771              | Ж.-Ф.-Ж. Салі                           |            |
| Ясон із золотим руном                                       | Jason med det gyldne skind                                             | Музей Торвальдсена, Копенгаген         | 1828              | Бертель Торвальдсен                     |            |
| Вид через три північно-західних арки третього ярусу Колізея | Udsigt gennem tre af de nordvestlige buer i Colosseums tredje stokværk | Державний музей мистецтв, Копенгаген   | 1813—16           | Крістофер Вільгельм Еккерсберг          |            |
| Осінній ранок біля озера Сортедамс                          | Efterårsmorgen ved Sortedamssøen                                       | Нова гліптотека Карлсберга, Копенгаген | 1838              | Крістен Кьобке                          |            |
| Танок пилинок у сонячних променях                           | Støvkornenes dans i solstrålerne                                       | Ордрупгор, Шарлотенлун, Зеландія       | 1900              | Вільгельм Хаммерсхьой                   |            |
| Літній день біля Роскілле-фіорду                            | Sommerdag ved Roskilde Fjord                                           | Музей мистецтв Раннерса                | 1900              | Лауріц Андерсен Рінг                    |            |
| Великий рельєф                                              | Det Store Relief                                                       | Музей Віллумсена                       | 1923—28           | Єнс Фердинанд Віллумсен                 |            |
| «Жінка, що стоїть»                                          | Stående kvinde                                                         | Гетеборзький художній музей            | 1937—43           | Астрід Ноак                             |            |
| «Сталінград»                                                | Stalingrad                                                             | Музей мистецтв Сількеборга             | 1957—72           | Асґер Йорн                              |            |

## Дизайн
| Українська назва                 | Оригінальна назва                | Автор                                                                               | Час створення | Зображення |
| -------------------------------- | -------------------------------- | ----------------------------------------------------------------------------------- | ------------- | ---------- |
| Дракар вікінгів «Skuldelev 2»    | Skuldelev 2                      | невідомий                                                                           | бл. 1042      |            |
| Флора Даніка                     | Flora Danica                     | Георг Христіан Едер, Отто Фрідріх Мюллер, Мартін Валь, Єнс Вількен Горнеманн та ін. | 1752—1803     |            |
| творчість Торвальда Біннесбьолля | творчість Торвальда Біннесбьолля | творчість Торвальда Біннесбьолля                                                    | 1846—1908     |            |
| творчість Кнуда В. Енгельгардта  | творчість Кнуда В. Енгельгардта  | творчість Кнуда В. Енгельгардта                                                     | 1882—1931     |            |
| творчість Марії Гудме Лет        | творчість Марії Гудме Лет        | творчість Марії Гудме Лет                                                           | 1895—1997     |            |
| Лампа ПХ                         | PH-lampe                         | Поуль Хеннінгсен                                                                    | з 1925        |            |
| Чайний сервіз                    | Testel                           | Гертруд Васегор                                                                     | 1956          |            |
| Експериментальний млин Гедсер    | Gedser forsøgsmølle              | Йоганнес Йуул                                                                       | 1957          |            |
| Стілець Пантона                  | Pantonstolen                     | Вернер Пантон                                                                       | 1960          |            |
| Стілець із поліефіра             | Polyetherstolen                  | Гуннар Огор Андерсен                                                                | 1964          |            |
| Колесо Кеві                      | Kevihjulet                       | Йорген Расмусен                                                                     | 1965          |            |
| Фасадна система Fiberline        | Fiberline facadesystem           | Fiberline Composites, Schmidt Hammer Lassen                                         | 2006          |            |

## Кіно
| Українська назва     | Оригінальна назва      | Режисер                                | Час створення |
| -------------------- | ---------------------- | -------------------------------------- | ------------- |
| Шануй дружину свою   | Du skal ære din hustru | Карл Теодор Дреєр                      | 1925          |
| День гніву           | Vredens dag            | Карл Теодор Дреєр                      | 1943          |
| Дітте — дитя людське | Ditte Menneskebarn     | Б'ярне Хеннінг-Єнсен                   | 1946          |
| Солдат та Єнні       | Soldaten og Jenny      | Йоган Якобсен                          | 1947          |
| Голод                | Sult                   | Хеннінг Карлсен                        | 1966          |
| Ванна Бенні          | Bennys Badekar         | Яннік Хаструп та Флеммінг Квіст Меллер | 1971          |
| Матадор              | Matador                | Ерік Баллінг                           | 1978—82       |
| Дерево пізнання      | Kundskabens træ        | Нільс Мальмрос                         | 1981          |
| Учта Бабетти         | Babettes gæstebud      | Габріель Аксель                        | 1987          |
| Пелле-завойовник     | Pelle Erobreren        | Білле Аугуст                           | 1987          |
| Свято                | Festen                 | Томас Вінтерберг                       | 1998          |
| Ідіоти               | Idioterne              | Ларс фон Трієр                         | 1998          |

## Музика

### Академічна музика
| Українська назва                                                      | Оригінальна назва                                                 | Автор | Час створення                  |
| --------------------------------------------------------------------- | ----------------------------------------------------------------- | --- | ------------------------------ |
| Опера «Хольгер Данський»                                              | Holger Danske                                                     | Фрідріх Людвіг Еміліус Кунцен | 1789                           |
| Вісім ранкових та сім вечірніх пісень                                 | Otte Morgensange og Syv Aftensange                                | Крістоф Ернст Фрідріх Вейсе | 1837—38                        |
| Три галопи: «Телеграф», «Шампанське», «Пар копенгагенської залізниці» | Telegraph-Galop, Champagne-Galop, Kjöbenhavns Jernbane-Damp-Galop | Ганс Крістіан Лумбю | 1844, 1845, 1847               |
| «Ельфійська стріла»                                                   | Elverskud                                                         | Нільс Ґаде | 1854                           |
| «Пророкування вельви»                                                 | Vølvens spaadom                                                   | Йоган Петер Еміліус Гартман | 1872                           |
| «Король і маршал»                                                     | Drot og Marsk                                                     | Петер Гейзе | 1878                           |
| «Маскарад»                                                            | Maskarade                                                         | Карл Нільсен | 1906                           |
| Симфонія № 4 «Незгасима»                                              | Det Uudslukkelige                                                 | Карл Нільсен | 1916                           |
| «Антихрист»                                                           | Antikrist                                                         | Руд Ланґґор | 1923                           |
| Симфонія № 3                                                          | Symfoni nr. 3                                                     | Пер Ньоргорд | 1976                           |
| Симфонія-Антифонія                                                    | Symfoni-Antifoni                                                  | Пелле Ґудмундсен-Хольмґреен | 1978                           |
| Антологія пісень (Højskolesange):                                     |                                                                   | |                                |
| • Святий день ми з утіхою бачимо                                      | Den signede dag med fryd vi ser                                   | К. Е. Ф. Вейсе, слова: Н. Ф. С. Ґрундтвіґ                                                                                            | 1826                           |
| • Це було в суботній вечір                                            | Det var en lørdag aften                                           | музика народна, слова народні, обробка Свена Ґрундтвіґа                                                                              | 1849                           |
| • Чудовий і радісний літній час                                       | En yndig og frydefuld sommertid                                   | музика народна, слова народні зі збірника А. П. Берґґрена «Данські народні пісні та мелодії» (дан. "Danske Folke-Sange og Melodier") | 1869                           |
| • Ми сини рівнин…                                                     | Vi sletternes sønner                                              | музика Карла Нільсена, слова Людвига Хольстейна                                                                                      | Музика 1906, слова 1903        |
| • Єнс-шляховик                                                        | Jens Vejmand                                                      | музика Карла Нільсена, слова Єппе Ок'єра                                                                                             | Музика 1907, слова 1905        |
| • Тут біле все навколо                                                | Det er hvidt herude                                               | музика Томаса Лауба, слова Стен Стенсена Бліхера                                                                                     | Музика 1914, слова 1838        |
| • Данія, засинає світла ніч                                           | Danmark, nu blunder den lyse nat                                  | музика Олуфа Рінга, слова Тьогера Ларсена                                                                                            | Музика 1922, слова 1914        |
| • У Данії я народжений                                                | Danmark, mit Fædreland (I Danmark er jeg født)                    | музика Поуля Скієрбека, слова: Г. К. Андерсена                                                                                       | Музика 1926, слова 1850        |
| • Я бачу світлі букові острови                                        | Jeg ser de bøgelyse øer                                           | музика Торвальда Огора, слова Лауріца Крістіана Нільсена                                                                             | Музика 1931, слова 1901        |
| • Ти дав нам квіти, що світили нам                                    | Du gav os de blomster, som lyste imod os                          | музика Отто Мортенсена, слова Хельге Руде                                                                                            | Музика 1939, слова 1921        |
| • Вересневе небо таке блакитне                                        | Septembers himmel er så blå                                       | музика Отто Мортенсена, слова Алекса Гарфа                                                                                           | 1949                           |
| • Ми любимо нашу землю                                                | Vi elsker vort land                                               | музика Петера Еразма Ланге-Мюллера / Shu-bi-dua 7, слова Хольгера Драхмана                                                           | музика 1887 / 1980, слова 1885 |

### Популярна музика
| Українська назва | Оригінальна назва | Автор                           | Час створення |
| --- | --- | ------------------------------- | ------------- |
| 12 вибраних пісень: «Пісня музи», «Найостанніший танець», «Дівчина обережно ступає», «Де я, де я, де я хочу!», «У твоєму короткому житті», «Нас зв’язують ротом і рукою», «Всі кружляють і закохуються», «Вийди на прогулянку», «Ти забув», «Подивіться одне на одного», «Країна мрій», «Ходімо в гай» | «Musens sang», «Den allersidste dans», «Pige træd varsomt», «Å hvor jeg, ih, hvor jeg, uh hvor jeg vil», «I dit korte liv», «Man binder os på mund og hånd», «Alle går rundt og forelsker sig», «Gå ud og gå en tur», «Glemmer du», «Titte til hinanden», «Drømmeland», «Gå med i lunden» | Кай Норман Андерсен             | 1925—59       |
| Данський джаз золотої доби | Dansk Guldalderjazz |                                 | 1940—49       |
| Дика троянда | The Savage Rose | The Savage Rose                 | 1968          |
| Будь ласка | Værsgo | Кім Ларсен                      | 1973          |
| «Пісні Сванте» | Svantes Viser | Бенні Андерсен і Повл Діссінг   | 1973          |
| | Live Sådan | Gasolin'                        | 1976          |
| Супердумки | Supertanker | Kliché                          | 1980          |
| | Tidens Tern | К. В. Йоргенсен                 | 1980          |
| | Stjerne Til Støv | Sebastian                       | 1981          |
| Аура | Aura | Палле Міккельборг і Майлз Девіс | 1984—85       |
| Майже щасливий | Nærmest lykkelig | tv·2                            | 1988          |
| 12 вибраних пісень: «Вулиця Солітудвей», «Якщо ти на ти з небесними птахами», «Танець відьми», «Дві свічки на столі», «Танцювальна пісня», «Голуби літають», «Допоки я живу», «Красива й мила», «Під буком», «Данія», «Танець у місячному світлі», «Назви це любов’ю»                                  | «Solitudevej», «Er du dus med himlens fugle», «Heksedans», «To lys på et bord», «Dansevise», «Duerne flyver», «Så længe jeg lever», «Smuk og dejlig», «Under Bøgen», «Danmark», «Danse i måneskin», «Kald det kærlighed»                                                                  |                                 |               |

## Театр
| Українська назва                                                                                              | Оригінальна назва                                                                 | Автор | Час створення          |  |
| --- | --------------------------------------------------------------------------------- | --- | ---------------------- |  |
| Єппе з гори                                                                                                   | Jeppe på Bjerget                                                                  | Людвіг Гольберг | 1772                   |  |
| Аладдін | Aladdin                                                                           | Адам Еленшлеґер | 1805                   |  |
| Сильфіда | Sylfiden                                                                          | Август Бурнонвіль, Герман Северін Льовеншьольд | 1836                   |  |
| У чотирьох стінах                                                                                             | Indenfor Murene                                                                   | Анрі Натансен | 1912                   |  |
| Слово | Ordet                                                                             | Кай Мунк | 1932                   |  |
| Анна-Софі Гедвіг                                                                                              | Anna Sophie Hedvig                                                                | К'єлль Абелль | 1939                   |  |
| Чотири естрадні ревю: «Нам затикають рот і зв’язують руки»; «Шкільні товарищі»; «Лист до Булганіна»; «Пальці» | Man binder os på mund og hånd; Skolekammerater; Brev til Bulganin; Fingernummeret | музика Кая Нормана Андерсена, слова Поуля Хеннінгсена, виконавиця — Ліва Уіл; текст Бьорге Мюллера, виконавці — К'єлл Петерсен і Дірк Пасер (дует — Kellerdirk Bros); Освальд Гельмут; Дірк Пасер | 1940, 1956, 1957, 1974 |  |
| Етюди | Etudes                                                                            | Харальд Ландер, Кнудоге Ріісаґер | 1948                   |  |
| Урок | Enetime                                                                           | Флеммінг Фліндт, Жорж Дельрю | 1963                   |  |
| Армія Санта-Клауса                                                                                            | Julemandshæren                                                                    | Solvognen | 1974                   |  |
| Sort Sol live, Carlton og Wurst                                                                               | Sort Sol live, Carlton og Wurst                                                   | Sort Sol | 1986—87                |  |
| Майонез | Majonæse                                                                          | Єс Іорнсбо | 1988                   |  |

## Дитячий канон
| Українська назва                     | Оригіинальна назва                                                            | Автор                                | Час створення |
| ------------------------------------ | ----------------------------------------------------------------------------- | ------------------------------------ | ------------- |
| Дитячий будівельний майданчик        | Byggelegeplads                                                                | К. Т. Сьоренсен                      | 1931          |
| Пісенник «Малюки співають»           | De små synger                                                                 | Гуннар Нюборг-Єнсен (ред.)           | 1948          |
| Фільм «Паллє один на світі»          | Palle alene i Verden                                                          | Астрід Хеннінг-Єнсен                 | 1949          |
| Комікс «Дональд Дак і золотий шолом» | англ. Donald Dusk and The Golden Helmet (дан. Anders And og den gyldne hjelm) | Карл Баркс                           | 1952          |
| Високий стілець                      | Høj stol                                                                      | Нанна Дітцель                        | 1955          |
| Конструктор LEGO                     | Legoklodsen                                                                   | Готфрід Кірк Крістіансен             | 1958 (патент) |
| Книга «Сайлас і чорна кобила»        | Silas og den sorte hoppe                                                      | Сесіль Бьодкер                       | 1967          |
| Абетка Хальфдана                     | Halfdans ABC                                                                  | Хальфдан Расмусен та Іб Спанг Ольсен | 1967          |
| Телепрограма «Кай і Андреа»          | Kaj og Andrea                                                                 | Катріне Хаух-Фаусбьолль              | з 1971        |
| Студійний альбом «Go' sønda' morn'»  | Go' Sønda' Morn'                                                              | Анне Ліннет                          | 1980          |
| Фільм «Гумовий Тарзан»               | Gummi-Tarzan                                                                  | Сьорен Краг-Якобсен                  | 1981          |
| Постановка «Лускунчик»               | Nøddeknækkeren                                                                | Стеен Кернер                         | 2003          |